# Кнафе
Кнафе (араб. كنافة‎) — сладкое блюдо арабской кухни.
Является кондитерским изделием, родом из Наблуса. Сделано из кадаифской вермишели и козьего сыра. Кнафе, как и пахлава, подаётся с сахарным сиропом, который добавляет сладость. Оранжевый или красный верх кнафе создаётся добавлением пищевых красителей.

## Виды кнафе
Существуют два основных типа кнафе:
1. Кнафе биль шаарие (كنافة بالشعرية), которая состоит из слоёв сладкой вермишели и сыра (2 слоя вермишели, а между ними сыр).
2. Кнафе наама (كنافة ناعمة) — тесто готовится как тонкий бархатистый бисквит или крошка печенья. Иногда кнафе готовят без нижнего слоя теста, то есть только слой сыра снизу и тесто сверху.